# BLT Be 6/10
De Be 6/10 is een lagevloer eenrichtingstram van het Stadler Rail type Tango, voor het regionaal personenvervoer van de Baselland Transport AG (BLT) in Zwitserland.

## Geschiedenis
Oorspronkelijk werd in 2007 door Basler Verkehrs-Betriebe (BVB) en Baselland Transport (BLT) een vloot van 60 trams bij Stadler Rail besteld. Hiervan zouden 40 trams aan de BVB geleverd worden voor het personenvervoer in de stad en 20 trams aan de BLT voor het regiovervoer.

### BLT
In 2008 werden de eerste vier trams op proef aan de BLT geleverd. De 153 werd tussen mei en november 2009 aan de Basler Verkehrs-Betriebe (BVB) uitgeleend. De 154 werd eind mei 2009 voor een proefbedrijf van een aantal maanden aan de Verkehrsbetriebe Zürich (VBZ) uitgeleend. Deze tram werd drie weken met personenvervoer op lijn 7 ingezet. Vervolgens werd deze tram tussen 11 november en 14 november 2009 voor een proefbedrijf aan de SVB-Bernmobil uitgeleend.
Bij de BLT gaven de klantvriendelijkheid, efficiëntie en risicobeperking de doorslag voor de aanschaf van een vervolgserie. Op 20 juli 2011 werd de eerste van 15 bijkomende trams geleverd aan de BLT. Tussen oktober 2011 en mei 2012 volgden de andere 14 trams. In 2014 werd een tweede serie van 19 trams aan de BLT geleverd. Dit bracht het totaal op 38 voertuigen.

### BVB
Na een enquête onder het publiek bleek dat de gerenoveerde Combino van Siemens een hogere score had behaald dan de Tango van Stadler Rail. Dit was voor de BVB de reden om de opdracht aan Stadler Rail te herzien. In mei 2010 werd een nieuwe aanbesteding uitgeschreven voor 60 trams in modulaire bouw met verschillende lengtes en met 100% lagevloer. Het is de bedoeling dat deze trams tussen 2013 en 2023 worden geleverd.

## Constructie en techniek
De BLT Be 6/10 is een modulair tram met een lagevloerdeel van 75 %. Hij heeft aan één zijde deuren en is opgebouwd uit een aluminium frame met een frontdeel van GVK.

## Foto's

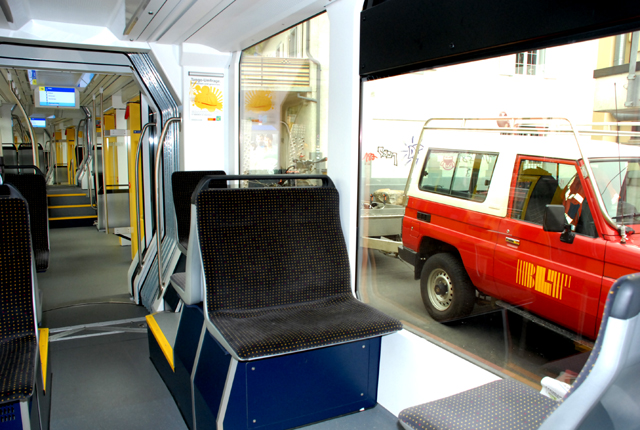
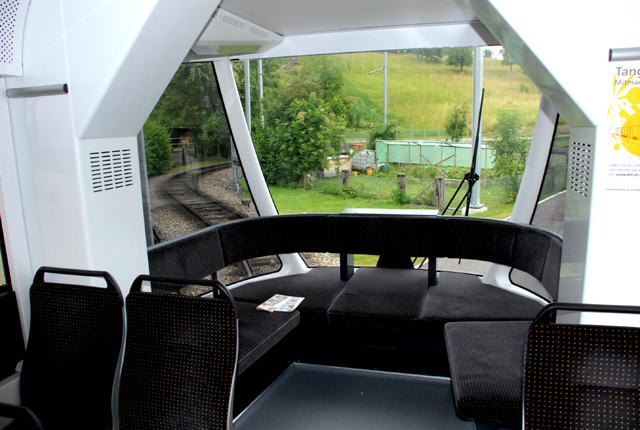
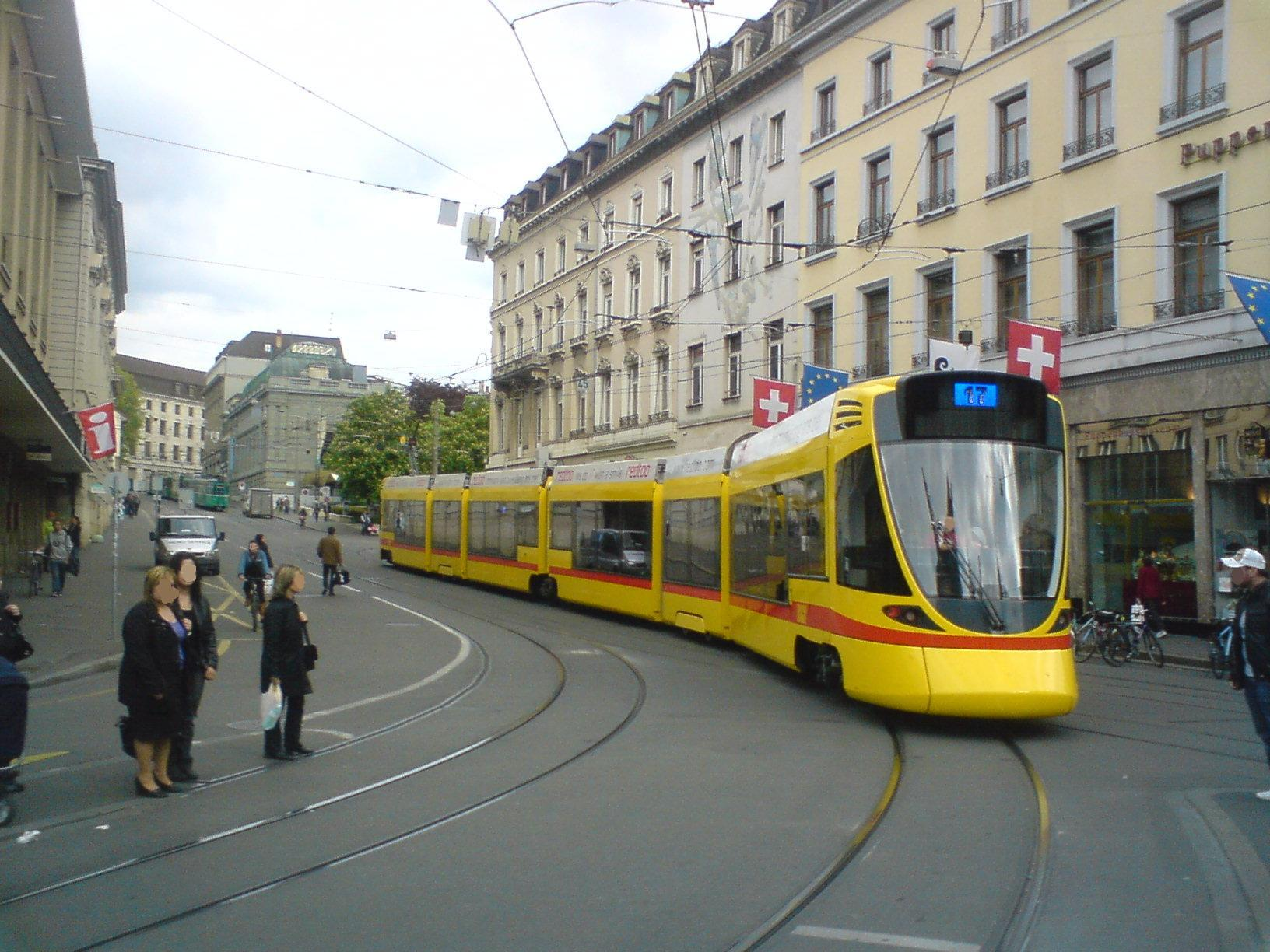